# Паоло Кортези
Паоло Кортези е католически духовник, пасионист.

## Биография
Кортези е роден на 31 март 1974 г. в Бергамо. През 1985 г. започва да учи в семинарията в село Калчинате и след това завършва гимназия в Комо. Следва богословие във Верона и една година е специализант в Рим. На 12 май 2001 г. е ръкоположен за свещеник. Принадлежи към Ордена на мисионерите пасионисти.
Отец Кортези служи 10 години като помощник енорийски свещеник в Милано. През октомври 2010 г. е изпратен в България.
От 8 септември 2012 г. е ректор на светилището на Евгений Босилков и енорист на църквите „Рождение на Блажена Дева Мария“ и „Свети Антон Падуански“ в Белене.
На 14 февруари 2013 г. открива в Белене ресторант-пицария, създавайки десет работни места.
На 24 март 2014 г. открива в Белене един Център за социална рехабилитация и интеграция за деца с увреждания, създавайки шест работни места.
На 26 април 2014 г. инициира граждански комитет „ЗА ОСТРОВ БЕЛЕНЕ“, за изграждането на Парк-мемориал на мястото на бившия лагер „Белене“ на остров Персин.
На 15 ноември 2014 г., за първи път от 25 години насам, той събира представители на различните християнски деноминации, за да говорят за свидетелствата на вярата през комунистическия режим и откри първя паметник на папа Йоан Павел II в България.
На 8 януари 2015 г. създава здружението с нестопанска цел „КУЛТУРЕН ЦЕНТЪР ЕВГЕНИЙ БОСИЛКОВ – БЕЛЕНЕ“.
На 10 октомври 2015 г. открива в Белене една фурна за хляб, създавайки четири работни места.
На 21 декември 2016 г. е награден с Почетен знак на президента на Република България за приноса му „за предаването на знанието за тоталитарното минало и всеотдайната работа за почитане на паметта на жертвите на комунистическия режим“.
Поради противоречие с местната власт и някои жители от Белене във връзка с неговата покана да настани в града законно пребиваващо в България сирийско семейство, бежанци от Дамаск, той е заплашван. Към отец Паоло са отправяни смъртни заплахи и закани за подпалването на сградата на католическата църква „Рождение на Блажена Дева Мария“. С цел да намали напрежението около случая, отец Луиджи Ванинети – провинциален настоятел на пасионисти (по молба от Никополския епископ Петко Христов) го отзовават в началото на март 2017 г. и отец Паоло се завръща в Италия на 10 март.
Отец Паоло се завръща отново в България в края на септември 2017 г.
На 11 декември 2017 г. е отличен с наградата „Човек на годината“ 2017 в годишните награди на Българския хелзинкски комитет за „принос към правата на човека и правозащитността, заради силния пример за истинско милосърдие, който даде, приютявайки семейство законно пребиваващи сирийски бежанци в началото на 2017 г.“.
На 23 август 2018 г., по повод Европейски ден за Паметта, стартира инициативата „От 23-ти до 9-и. Всички за един, един за всички“, в памет на всички жертви на тоталитарните режими.

## Творчество
Книги:
- „Il lupo, l'orso, l'agnello. Epistolario bulgaro con don K. Raev e mons. D. Theelen“[11]. Milano 2013.
- „История на католическата общност село Малчика (1605 – 2015)“. Белене 2016.
- „Lettere dai confini d'Europa. I primi Missionari Passionisti in Bulgaria e Valacchia durante l'episcopato di mons. Pavel Dovanlia (1781 – 1804). Belene 2017.

## Награди
- „Почетен знак" на Президента на Република България за 2016.
- „Човек на годината“ на Българския хелзинкски комитет за 2017.
- „Свидетел на милосърдието“ на Алетея за 2017[12].